# Coalizione per le innovazioni nella preparazione alle epidemie
La Coalizione per le innovazioni nella preparazione alle epidemie (in inglese Coalition for Epidemic Preparedness Innovations, CEPI) è una fondazione che raccoglie donazioni da organizzazioni pubbliche, private, filantropiche e dalla società civile, per finanziare progetti di ricerca indipendenti per sviluppare vaccini contro le malattie infettive emergenti (EID).
Il CEPI si concentra sulle malattie prioritarie dell'Organizzazione mondiale della sanità (OMS), che includono: il coronavirus correlato alla sindrome respiratoria del Medio Oriente (MERS-CoV), il coronavirus 2 della sindrome respiratoria acuta grave (SARS-CoV-2), il virus Nipah, il virus della febbre di Lassa e il virus della febbre della Rift Valley, nonché il virus Chikungunya e l'ipotetico agente patogeno sconosciuto Malattia X. Gli investimenti della CEPI richiedono anche un equo accesso ai vaccini durante le epidemie nonostante i successivi cambiamenti della politica CEPI potrebbero aver compromesso questi criteri.
Il CEPI è stato concepito nel 2015 e lanciato ufficialmente nel 2017 al World Economic Forum (WEF) di Davos, in Svizzera. È stato co-fondato e cofinanziato con 460 milioni di dollari dalla Bill and Melinda Gates Foundation, dal Wellcome Trust e da un consorzio di nazioni composto da India, Germania, Giappone e Norvegia, a cui l'Unione Europea (nel 2019) e Regno Unito (nel 2020) si sono successivamente uniti. Il CEPI ha sede a Oslo in Norvegia.